# Британска Колумбия
Вижте пояснителната страница за други значения на Колумбия.
Британска Колумбия (BC; на английски: British Columbia; на френски: Colombie-Britannique) е най-западната провинция на Канада. Британска Колумбия е с население от 4 648 055 жители (2016) и обща площ от 944 735 km². Столицата ѝ е Виктория, а най-големият град е Ванкувър.

## География
Провинцията граничи с Тихия океан на запад, с американския щат Аляска на северозапад, на север с Юкон и Северозападните територии, на изток – с Алберта, а на юг – с щатите Вашингтон, Айдахо и Монтана.

## Градове
1. Абътсфорд (Британска Колумбия)
2. Армстронг
3. Бърнаби
4. Ванкувър
5. Върнън
6. Виктория
7. Гранд Форкс
8. Грийнуд
9. Досън Крийк
10. Дънкан
11. Ендерби
12. Камлупс
13. Кембъл Ривър
14. Кастлегар
15. Келоуна
16. Кимбърли
17. Китимат
18. Кокуитлам
19. Колуд
20. Коуртенай
21. Кранбрук
22. Куенел
23. Лангли
24. Лангфорд
25. Мерит
26. Нанаймо
27. Нелсън
28. Ню Уестминстър
29. Парксвил
30. Пентиктън
31. Порт Алберни
32. Порт Кокуитлам
33. Порт Муди
34. Пауъл Ривър
35. Принц Джордж
36. Принц Рупърт
37. Ревелсток
38. Ричмънд
39. Росленд
40. Салмън Арм
41. Северен Ванкувър
42. Съри
43. Терас
44. Трейл
45. Уайт Рок
46. Уилямс Лейк
47. Ферни
48. Форт Сейнт Джон
49. Чилиуак